# 稲田美織
稲田 美織（いなた みおり）は日本の写真家、エッセイスト。多摩美術大学油絵科学科卒業。1991年に渡米し、ニューヨークで写真家として活動を開始する。2001年にNY同時多発テロを自宅のアパートから目撃して以来、世界の聖地を訪れ、世界中で撮影を行っている。2005年からは伊勢神宮の撮影を開始し、2015年に、神道文化功労賞を受賞した。

## 展覧会
- ハーバード大学フォトグラフィーコレクション
- 国連
- イスラエルミュージアム
- 東京国立博物館
- コロンビア大学
- ブルックリン植物園
- ヒルラーアートスペース・ワシントンDC
- モナコ・日本庭園
- NY工科大学
- NJ工科大学
- ロックフェラーセンター
- 東京農大・食と農のミュージアム
- ウクライナ大使館
- ロンドン・チェルシー　オールドタウンハウス
- 銀座シャネルビル・ベージュ
- クラブ関東
- ポーランド大使館
- 上海・森ビル
- 蘇州・礼耕堂
- TOKOギャラリー・パリ
- 公益社団法人 日本外国特派員協会(FCCJ)[3]

## 著書
- 「聖地へ 神々の大地に祈る」
- 「水と森の聖地、伊勢神宮」小学館
- 「伊勢神宮、水のいのち、稲のいのち、木のいのち」亜紀書房
- 「奇跡に出逢える世界の聖地」小学館
- 「Ise Jingu and the Origins of Japan」小学館

## コレクション
- ハーバード大学フォグミュージアム
- MOMA
- 在日ウクライナ大使館
- フィデリティ投資バンク

## TV・新聞・雑誌
- ワシントンポスト
- NHK「にっぽん巡礼」
- 日本テレビ「NEWS ZERO」
- TBS「佐々木蔵之介・うまし旅」
- BS朝日「エコの作法」
- ラジオ深夜便
- TBS系竹村健一番組
- 読売新聞
- VOGUE
- HERS
- クロワッサンプレミアム
- 伊勢神宮「瑞垣」、「神宮」